# Goniothalamus sawtehii
Goniothalamus sawtehii är en kirimojaväxtart som beskrevs av Cecil Ernest Claude Fischer. Goniothalamus sawtehii ingår i släktet Goniothalamus och familjen kirimojaväxter. Inga underarter finns listade i Catalogue of Life.